# ASB Classic 2019 - Qualificazioni singolare maschile
Le qualificazioni del singolare maschile dell'ASB Classic 2019 sono state un torneo di tennis preliminare per accedere alla fase finale della manifestazione. I vincitori dell'ultimo turno sono entrati di diritto nel tabellone principale. In caso di ritiro di uno o più giocatori aventi diritto a questi sono subentrati i lucky loser, ossia i giocatori che hanno perso nell'ultimo turno ma che avevano una classifica più alta rispetto agli altri partecipanti che avevano comunque perso nel turno finale.

## Teste di serie
1. Albert Ramos Viñolas (ritirato, ammesso al tabellone principale del Sydney International)
2. Maximilian Marterer (qualificato)
3. Bradley Klahn (qualificato)
4. Mackenzie McDonald (qualificato)

1. Pablo Cuevas (ultimo turno, lucky loser)
2. Cameron Norrie (ha ricevuto un wild card per il tabellone principale)
3. Laslo Đere (ultimo turno, lucky loser)
4. Thomas Fabbiano (ultimo turno)

## Qualificati
1. Ugo Humbert
2. Maximilian Marterer

1. Bradley Klahn'
2. Mackenzie McDonald

### Lucky Loser
1. Laslo Đere

1. Pablo Cuevas

## Tabellone

### Legenda
| - Q = Qualificato - WC = Wild card - LL = Lucky loser | - ALT = Alternate - SE = Special Exempt - PR = Protected Ranking | - w/o = Walkover - r = Ritirato - d = Squalificato |

### Sezione 1
|  | Primo turno | Primo turno     | Primo turno   | Primo turno | Primo turno |  |  | Ultimo turno | Ultimo turno    | Ultimo turno    | Ultimo turno | Ultimo turno |  |
|  |             |                 |               |             |             |  |  |              |                 |                 |              |              |  |
|  | Alt         | Franko Škugor   | Franko Škugor | 3           | 4           |  |  |              |                 |                 |              |              |  |
|  |             | Ugo Humbert     | Ugo Humbert   | 6           | 6           |  |  |              | Ugo Humbert     | Ugo Humbert     | 6            | 7            |  |
|  | WC          | Ajeet Rai       | 6             | 65          | 4           |  |  | Alt          | Roberto Marcora | Roberto Marcora | 2            | 63           |  |
|  | Alt         | Roberto Marcora | 3             | 7           | 6           |  |  |              |                 |                 |              |              |  |

### Sezione 2
|  | Primo turno | Primo turno         | Primo turno         | Primo turno | Primo turno |  |  | Ultimo turno | Ultimo turno        | Ultimo turno        | Ultimo turno | Ultimo turno |  |
|  |             |                     |                     |             |             |  |  |              |                     |                     |              |              |  |
|  | 2           | Maximilian Marterer | Maximilian Marterer | 7           | 6           |  |  |              |                     |                     |              |              |  |
|  | Alt         | Daniel Masur        | Daniel Masur        | 62          | 1           |  |  | 2            | Maximilian Marterer | Maximilian Marterer | 6            | 6            |  |
|  | WC          | Finn Tearney        | Finn Tearney        | 3           | 4           |  |  | 8            | Thomas Fabbiano     | Thomas Fabbiano     | 4            | 4            |  |
|  | 8           | Thomas Fabbiano     | Thomas Fabbiano     | 6           | 6           |  |  |              |                     |                     |              |              |  |

### Sezione 3
|  | Primo turno | Primo turno     | Primo turno     | Primo turno | Primo turno |  |  | Ultimo turno | Ultimo turno  | Ultimo turno | Ultimo turno | Ultimo turno |  |
|  |             |                 |                 |             |             |  |  |              |               |              |              |              |  |
|  | 3           | Bradley Klahn   | Bradley Klahn   | 7           | 6           |  |  |              |               |              |              |              |  |
|  | Alt         | Philipp Oswald  | Philipp Oswald  | 62          | 4           |  |  | 3            | Bradley Klahn | 64           | 7            | 7            |  |
|  |             | Stéphane Robert | Stéphane Robert | 3           | 2           |  |  | 5            | Pablo Cuevas  | 7            | 63           | 6(1)         |  |
|  | 5           | Pablo Cuevas    | Pablo Cuevas    | 6           | 6           |  |  |              |               |              |              |              |  |

### Sezione 4
|  | Primo turno | Primo turno        | Primo turno        | Primo turno | Primo turno |  |  | Ultimo turno | Ultimo turno       | Ultimo turno       | Ultimo turno | Ultimo turno |  |
|  |             |                    |                    |             |             |  |  |              |                    |                    |              |              |  |
|  | 4           | Mackenzie McDonald | Mackenzie McDonald | 6           | 7           |  |  |              |                    |                    |              |              |  |
|  | Alt         | Tim Pütz           | Tim Pütz           | 2           | 65          |  |  | 4            | Mackenzie McDonald | Mackenzie McDonald | 7            | 7            |  |
|  |             | Horacio Zeballos   | Horacio Zeballos   | 5           | 2           |  |  | 7            | Laslo Đere         | Laslo Đere         | 5            | 63           |  |
|  | 7           | Laslo Đere         | Laslo Đere         | 7           | 6           |  |  |              |                    |                    |              |              |  |